# 安東末廣
安東 末廣（あんどう すえひろ、1948年 -  ）は、日本の心理学者、博士。宮崎大学名誉教授。臨床心理士。専門は臨床心理学。名前表記は末広も。

## 来歴
1971年宮崎大学 教育学部小学校教員養成課程卒業。1976年駒澤大学大学院人文科学研究科心理学専攻修了。1978年、論文「精神統御に対する調息の効果についての心理学的研究」で博士号（文学、駒澤大）取得。宮崎大学に着任。同大学教育文化学部教授教授に就任。同大学を退職、名誉教授。
宮崎国際大学大学教育学部児童教育学科教授を歴任。教授分野は障害児保育、特別支援教育論など。
著書に「生き方支援の心理学」などの編著、「脳科学にもとづく子どもと青年のセラピー」「学校での危機介入」などの監訳がある。

## 著書
- 国立国会図書館 を参照

### 論文
- CiNii